# Matt Biondi
Matthew Nicholas Biondi (* 8. října 1965, Moraga) je bývalý americký plavec. Je držitelem jedenácti olympijských medailí a členem Americké olympijské síně slávy a Mezinárodní plavecké síně slávy.

## Kariéra
Na začátku kariéry hrával závodně také vodní pólo, později se ale specializoval na rychlostní plavecké disciplíny. Úspěchy sbíral převážně na krátkých kraulařských tratích a ve štafetách, závodil i na motýlkařských tratích. Poprvé se prosadil jako člen americké štafety na olympijských hrách 1984 v Los Angeles, s níž získal svou první olympijskou medaili. V následujícím roce poprvé překonal světový rekord v závodě na 100 m volný způsob, když se časem 48.95 dostal jako první plavec pod hranici 49 sekund. Světový rekord v této disciplíně zlepšil ještě několikrát, jeho maximem byl čas 48,42 z roku 1988, který vydržel jako nejlepší světový čas šest let, než jej překonal Alexandr Popov.
Na mistrovství světa v plavání 1986 získal čtyři individuální a tři štafetové medaile (z toho tři zlaté) a tento úspěch ještě vylepšil na olympijských hrách 1988 v Soulu. Tam vybojoval pět zlatých (z toho dvě individuální a tři ve štafetě), jednu stříbrnou a jednu bronzovou medaili. Stal se tak druhým nejúspěšnějším sportovcem her po východoněmecké plavkyni Kristin Ottové, která získala šest zlatých. Biondimu šestá zlatá z těchto her unikla jen těsně, když v závodě na 100 metrů motýlek podlehl Anthony Nestymu o jedinou setinu sekundy.
Po olympiádě v Soulu se chvíli věnoval více vodnímu pólu, k rychlostnímu plavání se vrátil před mistrovstvím světa 1991 v Perthu. Tam se mu podařilo obhájit tituly na 100 m volný způsob i ve dvou štafetových závodech. Poslední velké závody absolvoval na olympijských hrách 1992. Tam byl členem dvou zlatých amerických štafet (v polohové závodil jen v rozplavbě), v individuálních závodech vybojoval stříbro na 50 metrů volný způsob. V jeho nejúspěšnější disciplíně 100 m volný způsob mu medaile unikla, skončil pátý.
Ziskem osmi zlatých olympijských medailí je historicky třetím nejúspěšnějším plavcem po Michaelu Phelpsovi a Marku Spitzovi.

## Osobní rekordy
- 50 m volný způsob - 22,09 (1992, Barcelona)
- 100 m volný způsob - 48,42 (1988, Austin)
- 200 m volný způsob - 1:47,72 (1988, Austin)
- 100 m motýlek - 53,01 (1988, Soul)